# Scolar Kiadó

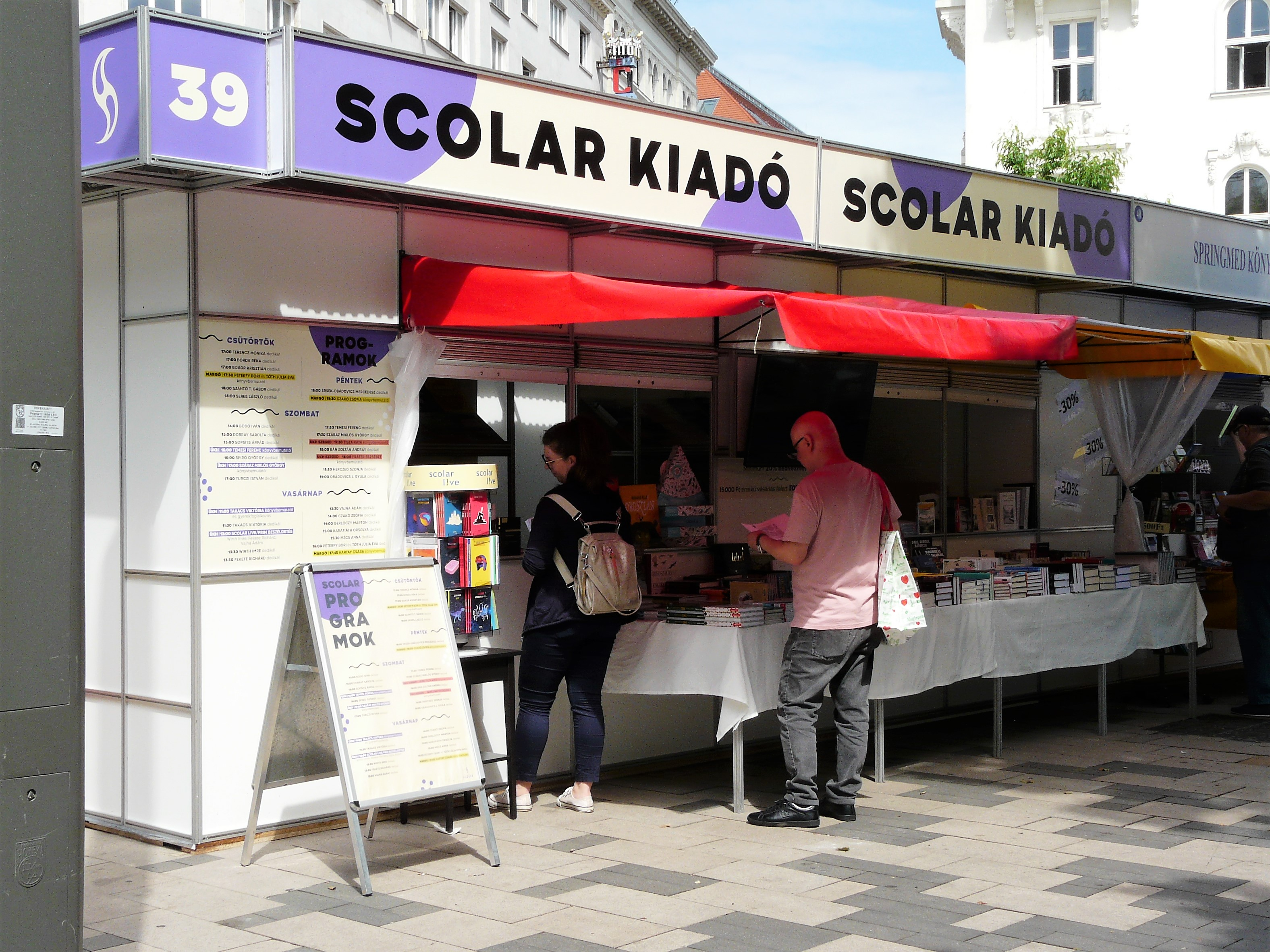
A kiadó pavilonja. Ünnepi könyvhét, 2022

A Scolar Kiadó szinte minden témakörben ad ki köteteket. Egyaránt megjelentet kortárs szépirodalmi, tudományos-ismeretterjesztő műveket és gyerekkönyveket is.

## Scolar Kiadó
A Scolar Kiadót 1994-ben Obádovics J. Gyula professzorral együtt Érsek Nándor alapította, aki jelenleg is a Scolar Kiadó ügyvezető igazgatója. A kiadó eredetileg csak tankönyveket és oktatási segédkönyveket jelentetett meg, köztük Obádovics J. Gyula Matematikáját. A kiadó portfóliója folyamatosan bővült, kortárs szépirodalmi és további ismeretterjesztő kötetekkel.
2000-től adják ki a Ravensburger német játékgyártó és könyvkiadó gyerekkönyveit.
2005 őszén csatlakozott tulajdonosként is a kiadóhoz Sugár S. András, aki a kiadó marketing- és kereskedelmi vezetője lett. 2015-ben távozott a kiadótól.
A Scolar Kiadó adja ki többek között Linn Ullmann, Erlend Loe, Kitano Takesi, Per Petterson, Soros György, Donald Barthelme, Wolf Haas, Karin Fossum, Sofi Oksanen, Natascha Kampusch, Bán Zoltán András, Tandori Dezső, Niall Ferguson és Ungvári Tamás műveit magyar nyelven.
Tagja a Magyar Könyvkiadók és Könyvterjesztők Egyesülésének.

## Sorozatai
- Scolar Szépirodalom – kortárs hazai és külföldi szépirodalom
- Scolar Krimik – többek között Karin Fossum norvég írónő és Wolf Haas osztrák szerzővel kötetei
- Ravensburger gyerekkönyvek – a német gyerekkönyv és játékgyártó kötetei magyar nyelven
- Scolar Design – a design, a tipográfia, a tervezőgrafika és a fotográfia trendjeit bemutató könyvek
- Scolar L!ve – kortárs magyar irodalmi sorozat

## Fontosabb kiadványai
- Obádovics J. Gyula: Matematika
- Ungvári Tamás: Új Beatles-biblia
- Natascha Kampusch: 3096 nap
- Sofi Oksanen: Tisztogatás

## Fontosabb szerzői
- Tandori Dezső
- Ungvári Tamás
- Sofi Oksanen
- Spiró György
- Soros György
- Alan Hollinghurst
- Obádovics J. Gyula
- Erlend Loe
- Wolf Haas